# Furcopenis circularis
Furcopenis circularis is een slakkensoort uit de familie van de Agriolimacidae. De wetenschappelijke naam van de soort is voor het eerst geldig gepubliceerd in 1987 door Castillejo & Mascato.